# Harpalus animosus
Harpalus animosus är en skalbaggsart som beskrevs av Thomas Casey. Harpalus animosus ingår i släktet Harpalus och familjen jordlöpare. Inga underarter finns listade i Catalogue of Life.